# 中國袋獸
中國袋獸（Sinodelphys）是後獸下綱中最古老的化石，估計可追溯至1億2500萬年前。牠是於2003年在中國遼寧發現的。模式種的沙氏中國袋獸（S. szalayi）只有15厘米長，可能重30克。牠的骨骼由一層毛皮及軟組織的輪廓所包圍。牠的肢骨顯示牠棲息在樹上，與始祖獸相似。中國袋獸可能是吃昆蟲的。
大部份中生代的有袋類都是在北美洲、南美洲及亞洲發現，生存於約9000萬至6500萬年前的上白堊紀。